# Хелмек-Воловски
Хелмек-Воловски  (пол. Chełmek Wołowski) — остановочный пункт и путевой пост в селе Хелмек-Воловски в гмине Сцинава, в Нижнесилезском воеводстве Польши. Имеет 2 платформы и 2 пути.
Остановочный пункт на железнодорожной линии Вроцлав-Главный — Щецин-Главный построен в 1884 году, когда эта территория была в составе Германской империи.